# 나래초등학교 (경기)
나래초등학교(羅來初等學校)는 대한민국 경기도 이천시에 있는 공립 초등학교이다.

## 학교 연혁
- 1964년 12월 1일: 나래국민학교 설립인가
- 1965년 3월 1일: 개교
- 1996년 3월 1일: 나래초등학교로 개명
- 2014년 2월 14일: 제49회 15명 졸업 (총 1,619명)

## 참고 자료
- 나래초등학교 - 한국교육학술정보원 학교알리미